# Coliseo Ginny Bay
El Coliseo Ginny Bay es un estadio cubierto ubicado en la ciudad colombiana de Quibdó en el departamento de San Andrés, Providencia y Santa Catalina. Fue construido e inaugurado en el año 2008 con motivo de los XVIII Juegos Deportivos Nacionales.
El estadio también se conoce como Coliseo San Luis por su ubicación en el barrio de ese nombre.
El escenario fue utilizado para sus partidos en condición de local del club Caribbean Storm Islands, una vez campeón de la Liga Profesional de Baloncesto de Colombia.
En 2021 este lugar acogió la totalidad de partidos de la Liga Colombiana de Baloncesto 2021-II debido a la pandemia de COVID-19 en Colombia.
En la actualidad, el Coliseo Ginny Bay es el máximo estadio cubierto del archipiélago, luego de que el Coliseo Rosado perdiera su cubierta y fuera abandonado en 2016.